# Gérard Baloup
Gérard Baloup (* 15. Juli 1926 in La Réole; † 2. Mai 2009 in Plassac) war ein französischer Spitzenbeamter des Europarates und Mitbegründer mehrerer europäischer Regionalorganisationen.
Nach seinem Studium gehörte Baloup 1950/51 zum ersten Jahrgang des Europakollegs in Brügge. 1952 trat er in den Dienst des Europarates ein und war dort zunächst als Ausschusssekretär für die Beratende Versammlung tätig.
Als stellvertretender Direktor für Umwelt und Kommunalfragen im Generalsekretariat des Europarates organisierte Baloup 1957 die Konferenz der Gemeinden Europas (Europäische Kommunalkonferenz). Er wurde der erste Sekretär der Konferenz und Kabinettschef des ersten Konferenzpräsidenten Jacques Chaban-Delmas. Parallel dazu war Baloup der stellvertretende Direktor, bis er 1984 selbst die Leitung der Abteilung für Umwelt und Kommunalfragen übernahm und 1986 in Pension ging.
In seiner Tätigkeit für den Europarat entfaltete Baloup als „chaud partisan de l'Europe des régions“ eine enorme Vielfalt an Aktivitäten, die die Rolle der Regionen in den europäischen Institutionen stärken sollten. Als zuständiger Beamter des Europarates hatte Baloup entscheidenden Anteil an der Satzungsänderung der Kommunalkonferenz, der ab 1975 auch die Vertretung der europäischen Regionen als Aufgabe zugesprochen wurde, sowie an der Ausarbeitung der „Madrider Konvention“ von 1980, mit der erstmals eine europäische Rechtsgrundlage für die grenzüberschreitende Zusammenarbeit zwischen lokalen und regionalen Gebietskörperschaften geschaffen wurde. Zudem initiierte Baloup ab 1975 die Konferenzen der europäischen Rand- und Grenzregionen unter dem Dach des Europarates, 1985 die Gründung des Rats der europäischen Regionen und 1988 zusammen mit Edgar Faure und Jacques Chaban-Delmas die Gründung der Europäischen Konferenz der Weinbauregionen. Auch an der 1983 gegründeten Communauté de Travail des Pyrénées war er beteiligt.
Der Versammlung der Regionen Europas, wie sich der Rat der europäischen Regionen seit 1987 nannte, blieb er auch nach seiner Pensionierung als Berater verbunden.
Baloup war lange Jahre Mitglied des Vorstandes der französischen Sektion der Union der Europäischen Föderalisten. Bei den Europawahlen im Jahr 1999 trat er auf Platz 10 der Liste „Vive le fédéralisme!“ der Parti fédéraliste an. Seine Überzeugungen und Lebenserinnerungen fasste er in dem zweibändigen Werk Europe, lointaine Jérusalem: Carnet de route d'un Girondin. zusammen.